# Кіраса

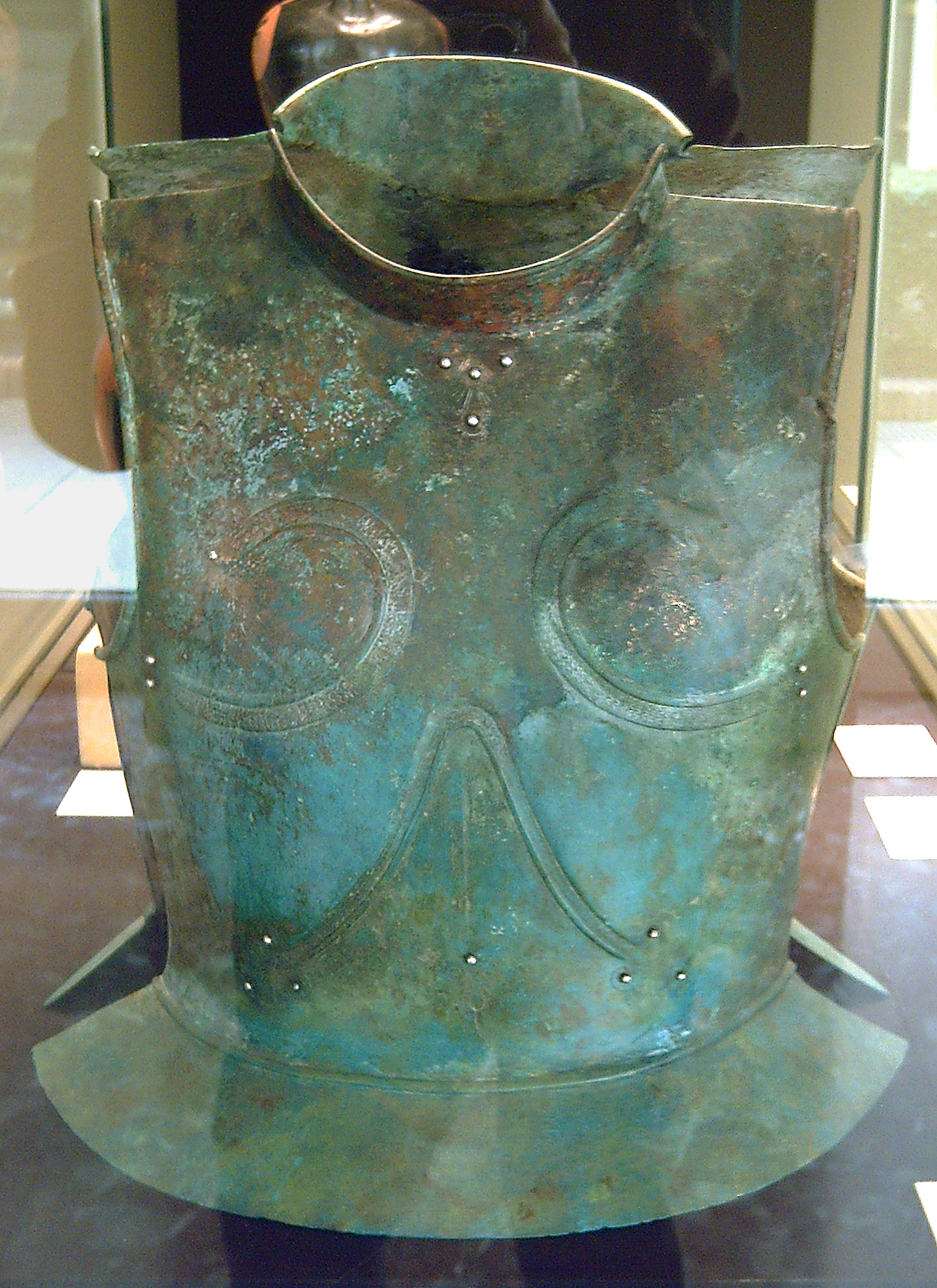
Давньогрецька бронзова кіраса

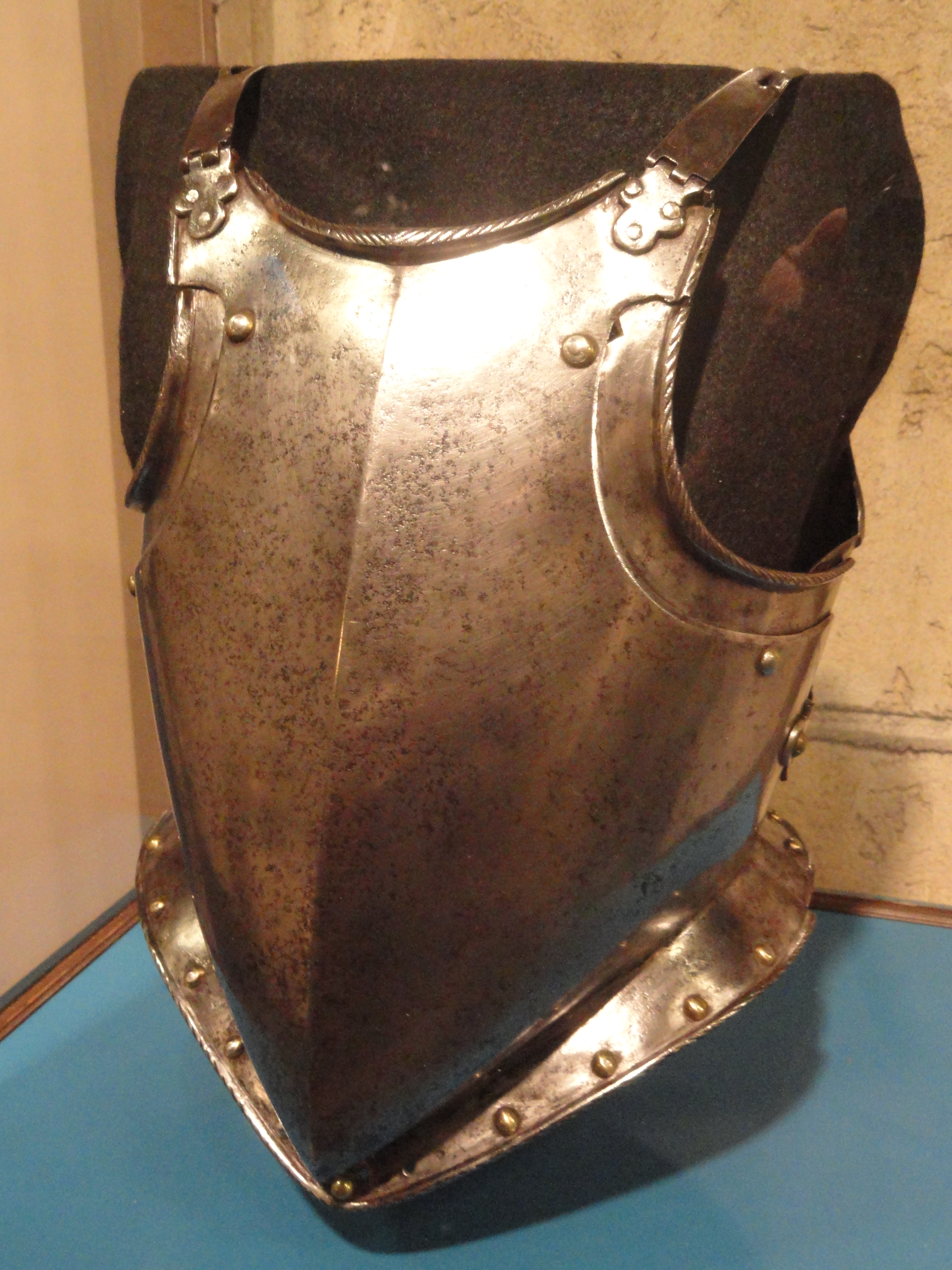
Кіраса Нового часу

Кіра́са — елемент натільного захисного озброєння (обладунку), що захищало груди і спину (рідше — тільки груди) воїна від холодної і вогнепальної зброї. У Стародавньому світі були поширені мідні, бронзові, лляні, надалі залізні кіраси. У добу найманих армій кіраса була приналежністю кірасирів, рейтарів і пікінерів, у Новий час залишалася тільки в кірасирів.

## Назва
Слово кіраса походить від фр. cuirasse («лати, панцир»), що сходить (можливо, через староіспанське cuyraza) до лат. coriāceus («шкіряний»), утвореного від corium («шкіра»). Первісне значення — «шкіряний панцир». Також припускалася версія походження французького cuirasse від cuirie («шкіряна смуга»), що сходить до corium (чи навіть до cuir bouilli — «виварена шкіра»).

## Стародавній світ

### Стародавня Греція
У Стародавній Греції з VIII ст. до н. е. застосовується анатомічна кіраса — панцир з двох металевих (бронзових або залізних) пластин з вибитою на них мускулатурою чоловічого торса. Вона була поширеним обладунком гоплітів. Найдавніші варіанти анатомічних кірас (VIII—VII ст. до н. е.) носять назву «дзвіноподібних» — за схожість форм з характерною формою дзвона. На них вже присутнє зображення м'язового рельєфу, проте, воно ще досить стилізоване і умовне. З V—IV ст. рельєф кіраси стає реалістичнішим, з глибокою проробкою деталей. Первісно такі обладунки носила піхота, з IV ст. їх прийняла на озброєння і кавалерія. Анатомічна кіраса коштувала дуже дорого і тому могла використовуватися лише заможними воїнами. З появою дешевших і більш технологічних обладунків анатомічна кіраса виходить з ужитку, але тривалий час зберігається у воєначальників як елемент парадного обладунку.
Поряд з анатомічною кірасою використовувалися дешевші панцирі: ліноторакси — панцирі з лляного полотна, і споласи — лляні або шкіряні. Щодо давньогрецьких кірас, незалежно від матеріалу виготовлення, прийнято вживати термін «торакс» (грец. θώραξ).

### Стародавній Рим
У Стародавньому Римі воїни носили кіраси, відомі під загальною назвою «лорика». Аналогом давньогрецької анатомічної кіраси була лорика мускулата, аналогом ліноторакса — лорика лінтеа, кіраса з окремих металевих смуг називалася лорика сегментата, луската кіраса — лорика сквамата, кіраса з лусок і кілець — лорика плюмата.

## Середньовіччя
У ранньому Середньовіччі кіраси виходять з ужитку, а для захисту тіла воїна використовуються кольчуги, рідше — ламеляри (наприклад, клібаніон візантійської важкої кавалерії). Ближче до XIII століття формується новий вид обладунку — перехідний від кольчуги до лат. Його еволюція йшла двома різними напрямками: посилення сюркотів металевими пластинами знизу (бригантина) і посилення кольчуги пластина або дисками (аналогічно східному зерцальному обладунку). У XIV ст. з цих пластин розвивається спочатку начеревник, а потім і повна кіраса з утвореним двома елементами нагрудником і наспинником. Наприкінці XIV — початку XV століття кольчуга була витіснена латами (білими обладунками).
Наприкінці Середньовіччя із занепадом лицарства кіраса стає елементом обладунків кірасирів, рейтарів, кінних аркебузирів, а також ландскнехтів.

## Новий час
У XVI столітті кіраса використовується в піхоті, середній і важкій кінноті. Кірасири, які з'явилися наприкінці XVI ст., спочатку використовують повний обладунок, але через 100 років (кінець XVII століття) від нього залишається одна кіраса — нагрудна і наспинна пластина; елементи захисту кінцівок виходять з ужитку. У тому ж XVII ст. рейтари і кінні аркебузири зникають.
Протягом XVIII століття кіраса то скасовувалася, то знову поверталася в кірасирські полки. Приміром, британська кавалерія вступила у війну за іспанську спадщину без панцирного захисту, але під час війни отримала кіраси. Під час французьких революційних воєн мало які полки важкої кавалерії носили бойові кіраси (це не стосувалося згаданих кірасирів австрійців). Дванадцять австрійських кірасирських полків, що існували в період 1768—1802 років (коли їх число зменшилося) носили кіраси тільки з однієї нагрудної пластини, що зменшило вагу обладунку, але в той же час залишило спину незахищеною в умовах вихрової кавалерійської сутички.
У Росії кіраси з'явилися разом з введенням полків нового ладу, а скасовані Петром I при реорганізації армії. Повертаються кіраси в 1731 при організації кірасирських полків і існують з невеликими перервами (1786—1796, 1801-12) в армійських кірасирських полках до їх розформування (1860), а в гвардійській кавалерії — до 1917.
Кіраси початку XIX століття завдяки добрій термічній обробці забезпечували надійний захист від рушничних куль з відстані від 40 м. Маса кіраси становила 6-10 кг, товщина захисних пластин — 1-3,5 мм. Нагрудна і наспинна частини з'єднувалися зверху шарнірно за допомогою петель або ременями з пряжками, внизу — поясом; мали полотняну, замшеву або іншу підкладку, іноді на ваті. Кіраса справляла певний психологічний ефект як на її власника (спонукаючи його сміливіше кидатися в гущу сутички), так і на супротивника (викликаючи зніяковіння перед броньованим вершником), крім того, додавала свою вагу до власної ваги коня і кавалериста, що було особливо важливо в зіткненнях з ворожою кавалерією.
Кіраси наполеонівських кіннотників первісно були розраховані витримувати влучення трьох рушничних куль з близької відстані, але насправді цього ніколи не вдавалося досягти. Нарешті це було визнано регламентами, і від кірас стали вимагати тримати тільки одне влучення з далекої дистанції.
Доцільність застосування кіраси іноді піддавали сумніву. Прусські кірасири відмовилися від кірас перед наполеонівськими війнами, але повернулися до них у 1814 році. У цей же період тільки один британський кавалерійський полк (королівський кінно-гвардійський) носив кіраси: у Нідерландську кампанію 1794 року, використовуючи нагрудники зі сховищ. Австрійці використовували полегшений обладунок, що складався тільки з нагрудної пластини і шолома. Наполеон вважав кірасу ефективним захистом і навіть впровадив її у двох карабінерських полках після битви при Ваграмі. У Російській армії після скасування півкірас австрійського типу в 1801 році повернулися до повних кірас у 1812, впровадивши їх у всі армійські і гвардійські кірасирські полки; у таких обладунках російські кірасири билися в Бородінській битві. Після Тарутінської битви трофейні французькі кіраси були передані Псковському драгунському полку, який офіційно був перетворений у кірасирський. Незважаючи на технологічну кращість порівняно зі середньовічними обладунками, кіраси наполеонівського часу залишалися обтяжливим аксесуаром і сильно нагрівалися в жарку погоду, проте, з огляду на надаваний додатковий захист і вражаючий вигляд броньованого вершника, продовжували зберігатися в арміях.
В австрійській армії кіраси (що складалися з одного нагрудника) скасовують у 1860 році,, а 8 років по тому розформовуються і самі кірасирські полки. У російській і німецькій арміях у другій половині XIX — початку XX ст. кіраси (у вигляді нагрудних пластин) служать елементом лише парадної форми і тільки в мирний час. У французькій армії, напроти, кіраса зберігається і в польовій формі. Перед Першою світовою війною обговорювалося їх збереження тільки як елемента парадної форми, але ще в перші тижні війни кіраси з шоломами зберігали у складі польової форми, обтягаючи їх коричневою або синьою тканиною поверх демаскуючих металевих елементів. Втім, незабаром виявилося, що кіраси некорисні в умовах нової війни, хоча їх офіційно скасували тільки в жовтні 1915 року.